# Supplizio di san Tommaso
Il Supplizio di san Tommaso è il titolo di un dipinto di olio su tela realizzato dal pittore italiano Giambattista Pittoni nel 1726, esposto nella chiesa di San Stae di Venezia.